# 改革主義福音連盟
改革主義福音連盟（かいかくしゅぎふくいんれんめい、Communion of Reformed Evangelical Churches, 以下CREC）は、1998年に設立されたカルヴァン主義を掲げる教会の連盟である。以前は改革主義福音連合（Confederation of Reformed Evangelicals, CRE）として知られていた。CRECに所属する教会は、長老派、改革派、および改革派バプテストの背景を持つ教会が含まれており、現在はアメリカ、カナダ、日本、ロシア、ハンガリー、ウクライナ、ブルガリア、ベラルーシ、ポーランド、ブラジル、ジャージー、チェコ共和国などの国々に140以上の加盟教会がある。これらの教会は教会史の人物にちなんだ9つの地区会によって組織されており、それぞれの名前はアンセルム、アタナシウス、アウグスティヌス、ブツァー、フス、ノックス、カイパー、ティンダル、ウィクリフに由来している。

## 歴史
CRECは、1998年に改革主義福音派連合（Confederation of Reformed Evangelicals, CRE）として始まった。創設時の加盟教会は、アイダホ州モスコーのコミュニティ・エヴァンジェリカル・フェローシップ（現在のクライストチャーチ）、ワシントン州ベルビューのイーストサイド・エヴァンジェリカル・フェローシップ（現在のトリニティ教会）、およびワシントン州ワナッチーのウェナチー・エヴァンジェリカル・フェローシップである。その共同創設者にはダグラス・ウィルソンが含まれている。
名称は2004年に「改革主義福音教会連合」（Confederation of Reformed Evangelical Churches）に変更され、さらに2011年には「改革主義福音連盟」（Communion of Reformed Evangelical Churches）に改名された。

## 教義
CRECは、ウェストミンスター信仰基準、オランダ改革派の三つの信条、および第二ロンドン信仰告白に示された改革派神学を掲げている。ただしフェデラル・ビジョン、幼児陪餐、あるいは幼児洗礼などの教義や考え方においては、加盟する教会が独自の立場を内部的に決定することを認めている。CRECは、加盟するすべての教会に対して、使徒信条、ニカイア信条、カルケドン信条に加えて、さらに以下の歴史的信条のうち少なくとも一つを採用することを求めている。：
- ウェストミンスター信仰告白（1647年）
- アメリカン・ウェストミンスター信仰告白（1789年）
- オランダ改革派の三つの信条：
  - ベルギー信仰告白（1561年）
  - ハイデルベルク信仰問答（1563年）
  - ドルト信仰基準（1619年）

- ロンドン・バプテスト信仰告白（1689年）
- サヴォイ宣言（1658年）
- 第二ヘルヴェティック信仰告白
- 39箇条
- 改革派福音信仰告白

## 礼拝
CRECの教会では、一般的に「契約を新たにする礼拝」と言われる礼拝の形を用いている。

## 関連
- Redeemer School of the Arts
- Athanasius Press
- New Saint Andrews College
- Reformed Evangelical Seminary
- Theopolis Institute
- Canon Press

## 関連する著名人
- Pete Hegseth[1]
- Peter Leithart[2]
- Rich Lusk[3]
- Steve Wilkins
- Douglas Wilson
- N. D. Wilson[4]